# Stanišovi
Stanišovi (en italien : Stanišovi) est une localité de Croatie située en Istrie, dans la municipalité de Raša, dans le comitat d'Istrie. En 2001, la localité comptait 49 habitants.

## Démographie
| 1948 | 1953 | 1961 | 1971 | 1981 | 1991 | 2001 |
| ---- | ---- | ---- | ---- | ---- | ---- | ---- |
| 193  | 154  | 127  | 82   | 56   | 55   | 49   |